# Evangélikus templom (Siófok)
A siófoki evangélikus templom Somogy vármegye egyik különleges épülete, a város egyik jelképe. A Makovecz Imre tervei alapján organikus stílusban épült templom 2014 óta országos műemléki védelem alatt áll, 2015-ben pedig megkapta az Örökségünk – Somogyország Kincse kitüntető címet is.

## Története
Siófokon az 1930-as években néhány evangélikus család élt. Bár a gyülekezetet még Enyingen szervezték az evangélikusok, 1934-ből már származik feljegyzés arról, hogy Siófokon is tartottak istentiszteletet. 1935-től Komjáthy Lajos havi négy alkalommal (kezdetben csak nyáron) járt ki Siófokra, ahol akkor még a református templomban prédikált. 1943-ban Buthy Dénes lelkész Enyingről Siófokra költözött, innentől kezdve pedig a gyülekezet nevébe (Enying - Siófoki Missziói Gyülekezet) is bekerült a város neve. Sándy Gyula még templomot is tervezett nekik, ám a háború miatt a terv nem valósult meg, ezért a Fő utcában béreltek maguknak egy gyülekezeti házat, amit aztán 1948-ban meg is vásároltak. 1956 után Buthy külföldre menekült; helyét a Bábonymegyerről érkező Schád Ottó vette át, aki 22 éven át szolgált Siófokon. Az evangélikus hívők száma folyamatosan nőtt, végül az 1980-as években határozták el, hogy Józsa Márton helyettes lelkész vezetésével végre felépítsék saját templomukat és parókiájukat.
A mai templom tervei 1986-ban készültek el, az építés 1990-ig tartott. A szükséges faanyag jó részét Siófok finn testvérvárosa, Oulu küldte, ezért hálából a templom körüli közterületet Oulu parknak nevezték el. Az 1992-es sevillai világkiállítás magyar pavilonjának hét tornya közül az egyik ennek a templomnak a tornyát mintázta.

## Az épület
Makovecz Imre templomtervei közül ez volt az első. A „Krisztus hajójának” is nevezett épület négy része a négy égtáj felé mutat, négy bejárata is van. Jelképrendszere gazdag: a főbejárat felett angyalszárnyak láthatók, amelyek a templomba betérőket „óvják”, a tető csúcsán pedig életfát helyeztek el, amelyből kereszt nő ki: ennek jelentése az, hogy a golgotai kereszt nem a halált jelképezi, hanem az örök élethez vezető utat mutatja. Oltárképe nincs, helyette az oltár fölött Péterfy László A feltámadott szobra című alkotása áll.